# 足五里穴
足五里穴（あしのごりけつ）は、足の厥陰肝経に所属する10の経穴である。本来は「五里」といい、一般にもそう呼ばれているが、手の陽明大腸経に同名の経穴があるため、それと区別するために「足五里」と呼ばれている。

## 部位
左右の大腿内側にあり、気衝穴の外下方3寸、大腿動脈拍動部に取穴する。

## 名前の由来
里は村、居住地の意味で、足の太陰脾経の箕門穴の上5寸にあるので、五里という場所から名づけられたともいわれる。

## 効能
陰部痛を抑えるツボと考えられ、子宮脱、睾丸腫痛に効く。膀胱炎、滋養、風邪に使われる。　